# Hedia Bensahli
 (février 2021).
 (février 2021).
La mise en forme du texte ne suit pas les recommandations de Wikipédia : il faut le « wikifier ».
Les points d'amélioration suivants sont les cas les plus fréquents. Le détail des points à revoir est peut-être précisé sur la page de discussion.
- Les titres sont pré-formatés par le logiciel. Ils ne sont ni en capitales, ni en gras.
- Le texte ne doit pas être écrit en capitales (les noms de famille non plus), ni en gras, ni en italique, ni en « petit »…
- Le gras n'est utilisé que pour surligner le titre de l'article dans l'introduction, une seule fois.
- L'italique est rarement utilisé : mots en langue étrangère, titres d'œuvres, noms de bateaux, etc.
- Les citations ne sont pas en italique mais en corps de texte normal. Elles sont entourées par des guillemets français : « et ».
- Les listes à puces sont à éviter, des paragraphes rédigés étant largement préférés. Les tableaux sont à réserver à la présentation de données structurées (résultats, etc.).
- Les appels de note de bas de page (petits chiffres en exposant, introduits par l'outil «  Source ») sont à placer entre la fin de phrase et le point final[comme ça].
- Les liens internes (vers d'autres articles de Wikipédia) sont à choisir avec parcimonie. Créez des liens vers des articles approfondissant le sujet. Les termes génériques sans rapport avec le sujet sont à éviter, ainsi que les répétitions de liens vers un même terme.
- Les liens externes sont à placer uniquement dans une section « Liens externes », à la fin de l'article. Ces liens sont à choisir avec parcimonie suivant les règles définies. Si un lien sert de source à l'article, son insertion dans le texte est à faire par les notes de bas de page.
- La présentation des références doit suivre les conventions bibliographiques. Il est recommandé d'utiliser les modèles {{Ouvrage}}, {{Chapitre}}, {{Article}}, {{Lien web}} et/ou {{Bibliographie}}. Le mode d'édition visuel peut mettre en forme automatiquement les références.
- Insérer une infobox (cadre d'informations à droite) n'est pas obligatoire pour parachever la mise en page.

Pour une aide détaillée, merci de consulter Aide:Wikification.
Si vous pensez que ces points ont été résolus, vous pouvez retirer ce bandeau et améliorer la mise en forme d'un autre article.
Hedia Bensahli, née à Ténès, est une écrivaine algérienne. Elle vit depuis 2000 en France où elle enseigne. Son essai L’Algérie juive. L’autre moi que je connais si peu, paru en 2023, est censuré en Algérie en 2024.  

## Biographie
Hedia Bensahli grandit à Blida en Algérie où son père est affecté dans le cadre de ses fonctions. Elle fréquente le lycée de jeunes filles El Feth. 
Hedia Bensahli est titulaire d’un master en littérature à l’université d’Alger et d’un Diplôme d'études approfondies (DEA) en didactologie des langues et des cultures à l'université Paris-III-Sorbonne-Nouvelle.
Entre 1991 et 1996, Hedia Bensahli contribue aux activités de recherche, initiées à l’Université Saâd Dahlab de Blida, par l’équipe de son Institut des Langues Étrangères (ILE), en collaboration avec une équipe universitaire nancéienne dirigée par le professeur Henri Holec, alors directeur du Centre de recherches et d'applications pédagogiques en langues de Nancy (C.R.A.P.E.L.). L’objet étant la mise en place d’une licence de français sur objectifs spécifiques à l’ILE. Elle occupe ensuite le poste de directrice des Études de l’ILE. 
Hedia Bensahli enseigne d’abord les Lettres Modernes au lycée, puis la linguistique générale et la didactique de l’enseignement, de la compréhension écrite à l’Université Saad Dahleb à Blida, durant les années 1990. 
Durant ces années noires que traverse l’Algérie, Hedia Bensahli continue, comme ses collègues, à assurer ses cours et ses travaux dirigés à l’université de Soumaa dans des conditions difficiles, essentiellement à cause de son refus de porter le voile et sa ferme volonté de vouloir rester libre.
En 2000, saturée, épuisée psychologiquement devant la perte tragique d’étudiants, amis et voisins, elle décide de s’exiler pour se reconstruire et poursuivre sa formation doctorale sous la direction de Francine Cicurel, professeur à Paris III. Pour des raisons personnelles, elle décide de mettre fin à cette recherche et se consacrer à l’enseignement secondaire et accessoirement à la photographie, puis par la suite à l’écriture. Sur l’incitation de ses amis et les encouragements du directeur de la maison d’éditions Frantz Fanon, Amar Ingrachen, elle publie son premier roman Orages en 2019 puis L’Agonisant en 2020 et L'Algérie juive en 2023.

## Œuvres et accueil critique
Orages de Hedia Bensahli revient sur le sort de femmes victimes de la phallocratie et des sociétés patriarcales. Le personnage principal à qui l’auteure ne donne pas de nom, veut, dès son enfance s’imposer par sa rébellion et ses envies d’émancipation. Arrivée en France, elle découvre le déchirement identitaire et le choix entre l’intégration et/ou l’attachement à ses origines,.
L'Agonisant est le deuxième roman de Hedia Bensahli. Dans cette œuvre, la romancière réhabilite la puissance de l'art à réaliser la métamorphose de la « chrysalide », entendue ici comme la métaphore d'un pays. Elle conçoit les mots du poète comme des boulets de canon et les crayons du peintre (Egon Schiele) comme des lames destinées à ciseler la réflexion.
L’Algérie juive. L’autre moi que je connais si peu paru en 2023 et préfacé par Valérie Zenatti, écrivaine franco-israélienne issue d’une lignée juive de Constantine, est un ouvrage sur la présence juive en Algérie. Le livre présente les traces de judéité qui parcourent l’histoire de l’Algérie, à « l'opposé du récit officiel sur son homogénéité arabo-musulmane »,. En 2024, le député Zouheir Fares, du parti islamiste El-Bina, publie une lettre ouverte où il demande aux autorités de prendre des mesures contre le livre. Il dénonce une forme de « normalisation culturelle avec les sionistes ». Le livre est interdit en Algérie, la police algérienne effectue, en octobre 2024, des interventions dans plusieurs librairies pour retirer de la vente les exemplaires de l’ouvrage,. En janvier 2025, les éditions Franz-Fanon sont fermées pour six mois sur la base de l'édition du livre « dont le contenu porte atteinte à la sécurité et à l’ordre public ainsi qu’à l’identité nationale et colporte un discours de haine ».

## Distinctions
Le roman Orages de Hedia Bensahli a remporté, en 2019, le prix littéraire Yamina Mechakra, qui récompense chaque année, trois œuvres littéraires de femmes algériennes écrites en français, en arabe et en tamazight,.
Bensahli est finaliste du prix Mohammed Dib en 2022 pour son deuxième roman, L'agonisant.